# Demokratska stranka vojvođanskih Mađara
Demokratska stranka vojvođanskih Mađara (mađ.: Vajdasági Magyar Demokrata Párt , kratica: VMDP, srp.: Демократска странка војвођанских Мађара , kratica: ДСВМ)) je politička stranka vojvođanskih Mađara.
Čelnik je András Ágoston.
Stranka je članica Mađarske koalicije.

## Izborni rezultati

### Državni izbori
Na parlamentarnim izborima 2008. je bila dijelom Mađarske koalicije, koja je osvojila 4 zastupnička mjesta u srbijanskoj Skupštini.

### Pokrajinski izbori
Na vojvođanskim izborima 2004. je osvojila 1 zastupničko mjesto u vojvođanskom parlamentu.
Na vojvođanskim izborima 2008. je bila dijelom Mađarske koalicije, koja je osvojila 7% glasova u 1. krugu.

### Lokalni izbori
Na lokalnim izborima 2008. je bila dijelom Mađarske koalicije, koja je osvojila većinu u Kanjiži (50,91%), relativnu većinu u Senti (31,87%), Bačkoj Topoli (46,25%), Malom Iđošu (37,18%) i Bečeju (29,63%).